# Ida Sundberg
Ida Sundberg, född 1994, är en innebandyspelare i Pixbo Wallenstam IBK och Sveriges damlandslag i innebandy.
Ida Sundberg är född och uppvuxen i Södra Sandby utanför Lund och inledde sin innebandykarriär i laget SödraDal. Under gymnasietiden studerade hon vid Riksinnebandygymnasiet. Sundberg blev sedan värvad av Göteborgslaget Pixbo. 2017 kom hon med i Sveriges damlandslag i innebandy som vann Världsmästerskapet i innebandy för damer 2017 den 9 december.
Årets Fair Play-spelare dam: Ida Sundberg, Pixbo Wallenstam IBK
”Förutom att med sitt lugna agerande varit en positiv kraft och ledarförebild för sitt Pixbo Wallenstam, har Ida även på ett föredömligt sätt uppvisat respektfullt agerande och god dialog med domare samt motståndare oberoende av situation. Ida har fokus på ärligt spel och hör till ligans minst utvisade spelare under säsongen 17/18. En toppresterande spelare och ledare på och vid sidan av planen gör Ida till evident vinnare av årets Fair play-pris.”